# Pseudione retrorsa
Pseudione retrorsa är en kräftdjursart som beskrevs av Richardson1910. Pseudione retrorsa ingår i släktet Pseudione och familjen Bopyridae. Inga underarter finns listade i Catalogue of Life.